# 高岸冴佳
高岸 冴佳（たかぎし さえか、1992年6月16日 - ）は、日本のウエイトリフティング選手。兵庫県神戸市出身。

## 略歴

### 中学生から大学生
中学1年生から、兄と共に舞子バーベルクラブ（舞子高校トレーニング室）にて園家恭一教諭のもとウエイトリフティングを始める。3年生、全国中学校ウエイトリフティング大会において女子53kg級で優勝。舞子高校環境防災科（兵庫県）に進学し、2009年アジアユース大会（ドバイ）にて3位、2011年の全日本選手権で63kg級3位。同年、全国高等女子ウエイトリフティング選手権大会において69kg級で優勝。同年度の全日本ジュニア選手権大会において63kg級で優勝。その後、早稲田大学社会科学部に進学し、2011年の全日本選手権で準優勝。同年のアジアジュニア選手権タイ・パタヤ大会で8位となる。
2013年インカレで75kg級に増量し（体重は規定限界の69.0kg）準優勝。
2014年全日本学生女子選抜にて高校以来、全国大会で初優勝（69kg級）。

## 主な競技歴
- 2010年 全国高等学校ウエイトリフティング競技選抜2位(63kg級)[1]
- 2010年 全日本女子ウエイトリフティング選手権3位（63kg級）[2]
- 2010年 全国高等学校女子ウエイトリフティング競技選手権優勝(69kg級)[3]
- 2010年 全日本ジュニアウエイトリフティング競技選手権優勝(63kg級)
- 2011年 全日本女子学生ウェイトリフティング選手権2位（63kg級）[4]
- 2011年 アジアジュニア選手権タイ・パタヤ大会8位(63kg級)
- 2011年 全日本ジュニアウエイトリフティング競技選手権準優勝(63kg級)
- 2012年 第13回全日本大学対抗女子ウエイトリフティング選手権大会3位（63kg級）
- 2013年 第10回全日本学生ウエイトリフティング選抜大会準優勝(63kg級)
- 2013年 International Friendship Weightlifting Tournament（日中韓大会）準優勝(63kg級)
- 2013年 第14回全日本大学対抗女子ウエイトリフティング選手権大会準優勝(75kg級)
- 2014年 第11回全日本学生ウエイトリフティング選抜大会優勝(69kg級)